# Застава Нигерије
Застава Нигерије је дизајнирана 1959. године а први пут је постављена 1. октобра 1960. године. Састоји се од три једнаке хоризонталне пруге. Централна пруга је беле док су лева и десна зелене боје. 
Зелена симболизује шуме и природна богаства ове земље док бела симболизује мир. 